# روجر بالمر
روجر بالمر (بالإنجليزية: Roger Palmer)‏ (30 يناير 1959 مانشستر المملكة المتحدة - ) هو لاعب كرة قدم بريطاني يلعب كمهاجم.